# Oberschlierbach
Oberschlierbach osztrák község Felső-Ausztria Kirchdorf an der Krems-i járásában. 2019 januárjában 491 lakosa volt. 

## Elhelyezkedése

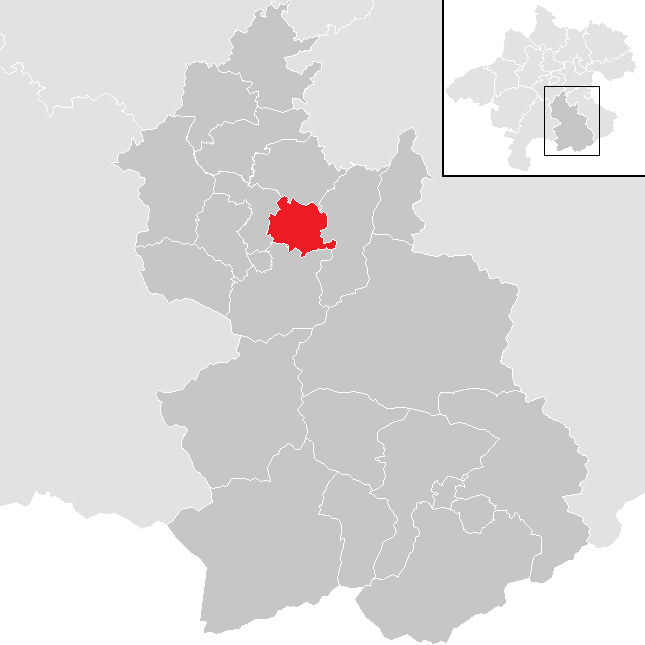
Oberschlierbach a Kirchdorf an der Krems-i járásban

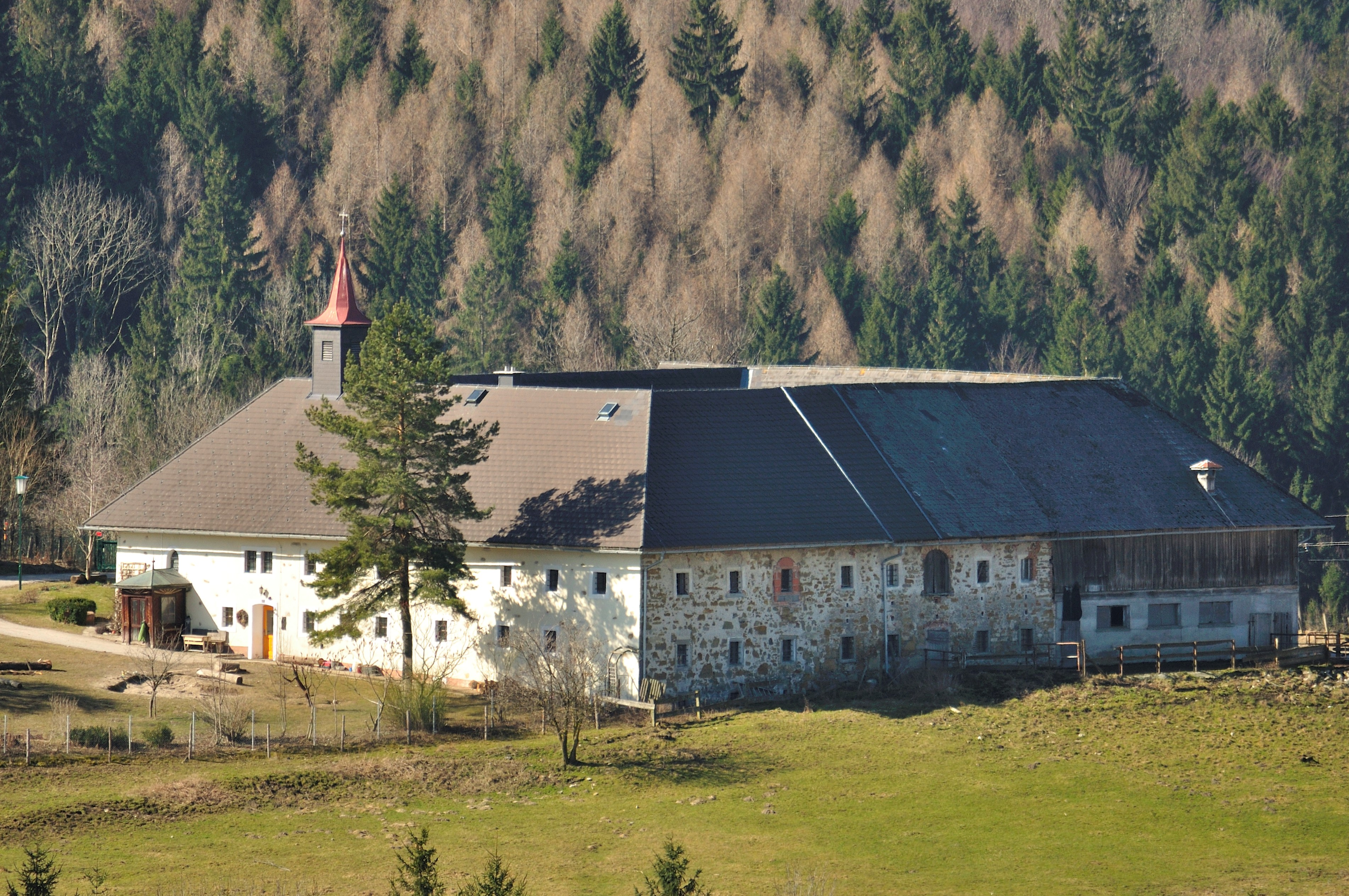
A Schieferhof tanya

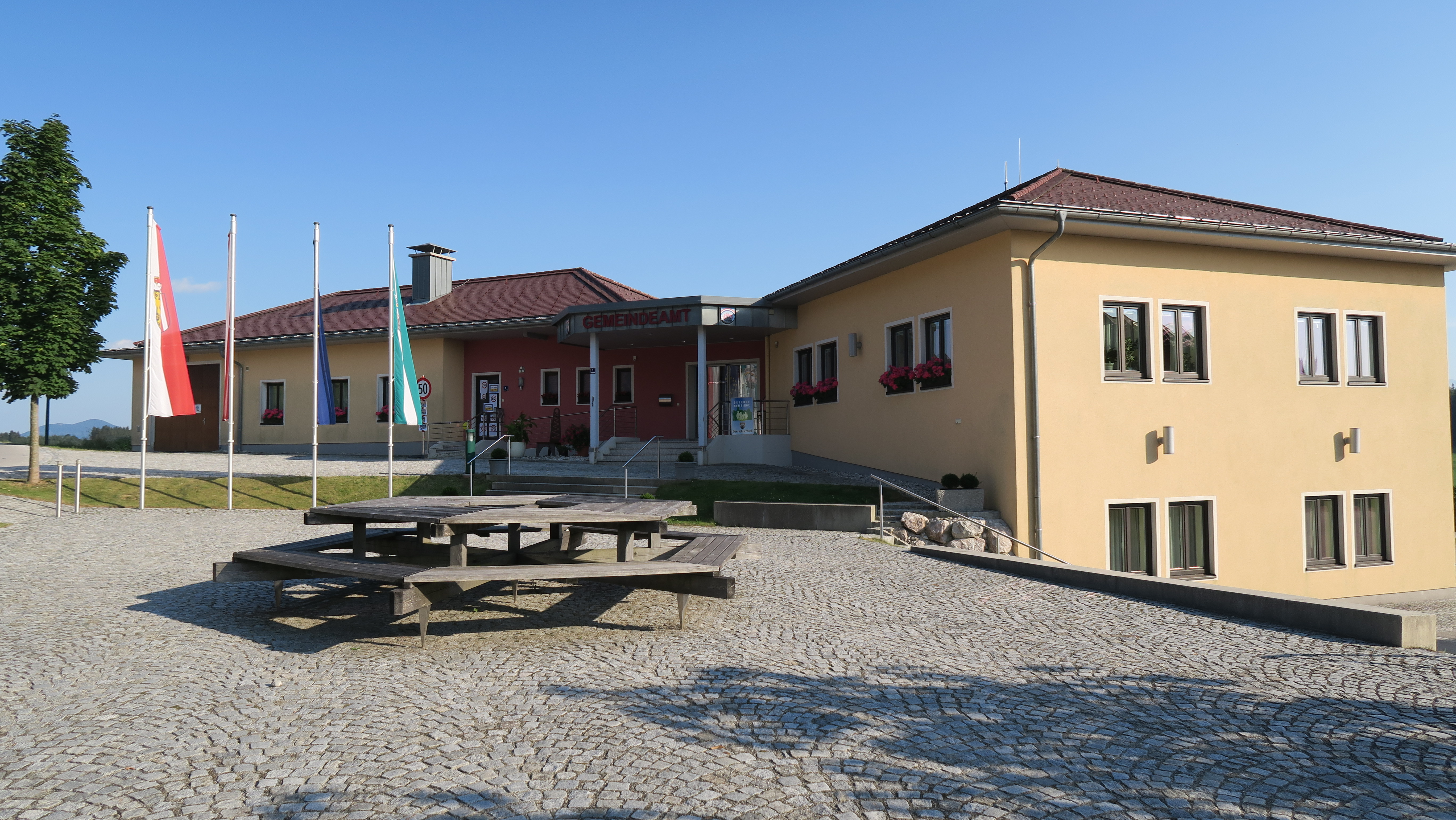
A község központja

Oberschlierbach Felső-Ausztria Traunviertel régiójában fekszik a Felső-Ausztriai Elő-Alpokban, a Krems és a Steyr folyók völgyei között. Területének 58,5%-a erdő és 36,1% áll mezőgazdasági művelés alatt. Az önkormányzat két településrészt, illetve falut egyesít: Oberschlierbach (257 lakos 2019-ben) és Hausmanning (234 lakos). 
A környező önkormányzatok: északra Nußbach, keletre Grünburg, délre Micheldorf in Oberösterreich, nyugatra Schlierbach.

## Története
Oberschlierbach területe eredetileg Bajorország keleti határvidékéhez tartozott, a 12. században került az Osztrák Hercegséghez. 1490-ben az Ennsen túli Ausztria hercegségéhez sorolták. A napóleoni háborúk során több alkalommal megszállták. Az újkorig Kirchdorf egyházközséghez tartozott, a schlierbachi egyházközség csak 1784-ben, II. József egyházrendelete után alakult meg. Az 1849-es bécsi forradalmat követő közigazgatási reform során Unterschlierbach és Mitterschlierbach egyesült Schlierbach községgé, míg Oberschlierbach Hausmanninggal együtt önálló önkormányzatot alakított. 1918-tól Felső-Ausztria tartomány része. Miután a Német Birodalom 1938-ban annektálta Ausztriát, az Oberdonaui gauba osztották be, majd a második világháború után visszakerült Felső-Ausztriához.

## Lakosság
Az oberschlierbachi önkormányzat területén 2019 januárjában 491 fő élt. A lakosságszám 1971 óta gyarapodó tendenciát mutat. 2017-ben a helybeliek 96,3%-a volt osztrák állampolgár; a külföldiek közül 1,9% a régi (2004 előtti), 1% az új EU-tagállamokból érkezett. 2001-ben a lakosok 92%-a római katolikusnak, 1,1% evangélikusnak, 4,8% pedig felekezeten kívülinek vallotta magát. 
A lakosság számának változása:

| 2016 | 490 |
| 2018 | 484 |

## Látnivalók
- a volt Schiefergut tanya 1902-ben került a schlierbachi kolostor tulajdonába és 1911-ben építették meg kápolnáját. Ma itt helyezték el a község óvodáját.

## Fordítás
- Ez a szócikk részben vagy egészben  az   Oberschlierbach című német Wikipédia-szócikk ezen változatának fordításán alapul.  Az eredeti cikk szerkesztőit annak laptörténete sorolja fel. Ez a jelzés csupán a megfogalmazás eredetét és a szerzői jogokat jelzi, nem szolgál a cikkben szereplő információk forrásmegjelöléseként.